# 大気差
大気差（たいきさ）とは、天体からの光が真空の宇宙から地球の大気層に入ると屈折し、見かけの高度（視高度）が真高度より大きくなる現象（量）のことである。特に地平線に近い高度の低い天体に顕著である。右表に天体の視高度と、大気差の概略を示す。0°の大気差35'は太陽や月の視直径よりも大きい。大気圧によって大気差の値は変わる。
フリードリヒ・ヴィルヘルム・ベッセルやロドルフ・ラドーらによって計算された。

## 大気差によるずれの角
大気差によって星や惑星・太陽は見かけの位置が上にずれる。この角度の計算は、大気の状態によってずれの角度が違い簡単に計算することは難しい。厳密に計算をするためには光の経路に沿って、大気の密度や温度、湿度、大気の成分などの光の屈折に関係するすべての状態を知らなければならないが、現実には不可能である。
幸いなことに、高層大気は状態が大きく変化することは少なく、地上観測データによって多少の修正を行う事で対応することが多い。厳密な位置観測をする天文台では、それぞれの天文台が長年観測した結果から、自分の天文台に適した独自の計算式や補正表を作ることが多い。一般的な計算もいろいろなものが作られているが、その中で比較的簡単なものを示す。

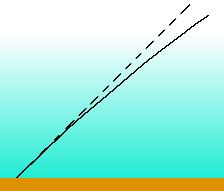
空気の屈折によって天体からの光の軌跡は実線のように変化するので天体が破線の方向にあるように見える

大気がまったくないと考えた場合に見える恒星の天頂距離（90度-高度）を{\displaystyle z'}、大気が存在するために実際に恒星が観測される天頂距離を{\displaystyle z''}とする。大気によって恒星が浮き上がり天頂距離が減る（高度が上がる）角度をRとする。このRが大気差であって次のような式で書くことがある。
{\displaystyle {\begin{aligned}R&=z'-z''\\&=A\tan z'+B\tan ^{3}z'\\\end{aligned}}}
A,Bの数値は今までの研究から地上気温0℃、地上気圧1気圧（1,013.25ヘクトパスカル）の条件に対して{\displaystyle A=60''.0615,B=-0''.0841}程度に求められている。
気温や気圧の補正を入れる時は、Tを地上の気温（℃）、pを地上の気圧（ヘクトパスカル）として、
{\displaystyle R=(60''.0615\tan z'-0''.0841\tan ^{3}z')(273.15/(273.15+T))(p/1013.25)\!}
を使用する。湿度や観測地の高度を考慮した式もあるが、いずれにせよ大気の状態は一定でないので厳密な式は存在しない。たとえば、上の式はあまり高度が低い恒星には当てはめることはできず、{\displaystyle z'\leq 75^{\circ }} 程度でしか成り立たない。{\displaystyle z'=75^{\circ }} で標準偏差が{\displaystyle 1''}以内といった程度である。
天頂距離が{\displaystyle 75^{\circ }}を越すと、一般式で大気差を表すことが困難になる。大気の屈折率の違いによって光の分散がおき、恒星は点像ではなく色によって上下に伸びた細長い形に見える。地平線に近い恒星を1点として式であつかうのは無意味となってくる。